# عبد الفتاح عكاري
عبد الفتاح عكاري (وُلد عام 1931 في طرابلس بلبنان وتُوفيّ في السابع من كانون الثاني/يناير 2020) هو كاتب وشاعر لبناني برز في أواخر القرن العشرين.

## الحياة المُبكّرة والتعليم
وُلد عبد الفتاح العكاري عام 1931 في العاصمة اللبنانيّة طرابلس وهناك درس وترعرع. انتسب باكرًا إلى المجلس الثقافي للبنان الشمالي الذي تأسَّس في مفتتح العام 1970، حيث شغل منصبًا في الهيئة الإدارية للمجلس في دورات عدة، فشاركَ في محاضرات وندوات عدة عن واقع النشر العربي ومشكلات الكتاب والكاتب، وفي نقد الشعر العربي الحديث، كما كان من المشاركين في الملتقيات الشعرية التي كان المجلس ينظمها سنويًا.

## المسيرة المهنيّة
أصدر عبد الفتاح عكاري مجموعة شعرية بعنوان «رحيل إلى النسيان» وهي المجموعة التي زادت من شهرة الرجل في الداخل اللبناني وعلى مستوى بعض الدول العربيّة. أصدر عكاري أيضًا مجموعة شعريّة ثانيّة بعنوان «الموت ومخاض الغضب» وذلك في عام 1988.
صدرت له عن «مطابع دار الفنون» عام 1958 ديوان «عندله» وهو مجموعة قصائد ألفها في بداية عبد الفتاح بداية الخمسينات وفيها تركيزٌ كبيرٌ على مجالي الشعر العمودي والشعر التفعيلي كما له مجموعات أخرى نشر بعض قصائدها في المجلات والصف.
أسَّسَ عكاري في مطلع ثمانينات القرن العشرين «منتدى طرابلس الشعري» رفقة كل من الكاتب نزيه كبارة ومحمد قاسم، وعبد الكريم شنينه، وياسين الأيوبي، وأحمد الحمصي، وغيرهم إضافة إلى المحامي رشيد درباس في مكتبه الذي خصصه لاستضافة انعقاد المنتدى. نشر بعدها عكاري ديوانًا شعريًا جديدًا بعنوان «رسائل من ماريز» وهو الديوان الذي يحكي عن فتاة بلجيكية بارعة الجمال، مرهفة الحس هي ماريز، التي تعرف إليها الشاعر في «الأولمبيا» في باريس، صيف عام 1954 بعد دعوة للرقص. هو ديوانٌ يحكي باختصار حكاية حب بين شاعر من لبنان وفتاة من بلجيكا، التقاها صدفة في باريس، وكان قد سافر إلى فرنسا ليُتابع تحصيله في الهندسة الزراعية.
صدر للشاعر الراحل عكاري عام 1998 ديوان «لن تمطر السماء لؤلؤًا» من منشورات «اتحاد الكتاب العرب» الذي ضمّ عددًا من القصائد منها واحدةٌ كتبها خلال الاجتياح الاسرئيلي في العام 1982.

## قائمة أعماله
هذه قائمةٌ بأبرز أعمال الكاتب والشاعر اللبناني عبد الفتاح عكاري:
- رحيل إلى النسيان[8]
- الموت ومخاض الغضب[9]
- عندله[10]
- رسائل من ماريز[11]
- لن تمطر السماء لؤلؤًا[12]